# Ramblin' man (The Allman Brothers Band)
Ramblin' man is een single van The Allman Brothers Band uit 1973. Het verscheen voor het eerst op het album Brothers and sisters. Het was de enige hit van de groep die de Top 10 van de Billboard Hot 100 bereikte.
Het nummer werd geschreven door het bandlid Dickey Betts die het nummer ook zong en de leadgitaar voor zijn rekening nam. Hij werd daarbij ondersteund door de studiomuzikant Les Dudek. Het nummer is gebaseerd op het gelijknamige lied van Hank Williams. Ondanks dat het de grootste hit is van de band, werd het niet vaak tijdens concerten gespeeld. Als reden gaf Betts daarvoor aan dat het zich niet goed laat lenen voor improvisatie.

## Covers
Er verschenen enkele covers van het lied op een single, waaronder door de countrymusicus  Gary Stewart die er in 1973 een klein succes mee had. Daarnaast brachten verschillende artiesten het op een album uit, onder wie Lee Rocker die zijn cd gepast The Cover Session (2011) noemde.
Daarnaast werd het in films gebruikt, zoals The exorcist (1973), When Harry met Sally... (1989) en Big fish (2003), en in de televisieserie Supernatural (2005-06).

## Hitlijsten
| Hitlijst (1973)                   | Piek |
| --------------------------------- | ---- |
| Australian Go-Set Chart           | 40   |
| Canadian RPM Adult Contemporary   | 15   |
| Canadian RPM Top Singles          | 7    |
| U.S. Billboard Hot 100            | 2    |
| U.S. Billboard Adult Contemporary | 12   |

NPO Radio 2 Top 2000
| Nummer met noteringen in de NPO Radio 2 Top 2000 | '99 | '00 | '01 | '02 | '03  | '04 | '05  | '06  | '07 | '08  | '09  | '10  | '11  | '12  |
| ------------------------------------------------ | --- | --- | --- | --- | ---- | --- | ---- | ---- | --- | ---- | ---- | ---- | ---- | ---- |
| Ramblin' Man                                     | 819 | -   | 974 | 932 | 1027 | 947 | 1066 | 1355 | 967 | 1081 | 1795 | 1328 | 1632 | 1952 |

1. ↑  Een '-' betekent dat het nummer niet was genoteerd en een vetgedrukt getal geeft de hoogste notering aan.
2. ↑  Deze tabel is bijgewerkt tot en met de laatste editie (2024).